# Grote of Sint-Stephanuskerk (Hasselt)
De Grote of Stephanuskerk is een laatgotische hallenkerk aan de Markt in het Nederlandse Hasselt en neemt een dominante plaats in de stad in.

## Geschiedenis
Voor 1380 stond er al een parochiekerk in Hasselt, maar deze werd in dat jaar door brand verwoest. Floris van Wevelinkhoven, bisschop van Utrecht, gaf daarna direct toestemming voor de herbouw van het kerkgebouw. Een gedeelte van de nieuwe kerk werd nog in de 14e eeuw gebouwd, waaronder waarschijnlijk het hoofdkoor. Voor de bouw van de kerk werd van de fundamenten van het verwoeste romaanse kerkgebouw gebruikgemaakt. In 1446/'47 hielp de stad bij de bouw van het achterste gedeelte van de kerk door onder andere 'Hasselter Guldens' te schenken. Het grootste gedeelte van de kerk was in 1466 voltooid. Aan het eind van de 15e eeuw eeuw kwamen ook de beide koren gereed.
De kerk moest meerdere malen hersteld worden. In 1558 en daaropvolgende jaren werden diverse giften ontvangen tot herstel van de torenspits. Ook in 1657, toen de stad wordt beschoten door Zwolse troepen, moet de kerk worden hersteld. In 1725 brandde de kerktoren door een blikseminslag af. De brand verwoestte eveneens het Hemony-carillon uit 1662. Bij de herbouw van de toren werden ook de kerkmuren ruim een meter verhoogd.

## Interieur
Er bevindt zich in de kerk een muurschildering van Sint-Christophorus, die dateert uit het begin van de 16e eeuw. De patroonheilige van de kerk en de stad Hasselt, Stephanus, is op de sluitsteen in het koorgewelf afgebeeld. De kerk bezit een orgel van Rudolph Knol uit 1806. Het heeft een hoofdwerk en een rugwerk. Bij de restauratie in 1969 is het orgel door K.B. Blank & Zoon uitgebreid met een vrij pedaal. Het orgel kreeg in recente jaren extra bekendheid door de opnames van organist Gert van Hoef.